# 鄢陵国家花木博览园
鄢陵国家花木博览园，又称中原花木博览园，位于许昌鄢陵县，始建于2002年3月，2002年9月竣工。为中国国家植物园和国家4A级旅游景区。

## 简介
鄢陵的花卉苗木种植历史悠久，驰名全国。其历史始于唐，兴于宋，盛于明清，有“鄢陵腊梅冠天下”、“江北花卉数鄢陵”之盛名，被誉为“中国的花卉之乡”。
博览园位于鄢陵县新城区，南临311国道。占地面积1500亩，南北长600米，东西长1600米。种植花卉苗木面积30万亩，种植种类2100多种。
花博园由北京林业大学园林学院总体设计，园区分为博览会展区、竹类植物展区、蜡梅文化展区、休闲度假区、热带植物展区、生态科普展区、名优花木示范区、盆景文化展区、旅游接待区、花卉观赏区、儿童乐园区、针叶植物展区、系列景观区共13大功能区域，具备花木展示、市场交易、生态旅游和科研开发综合功能。
2002年和2003年在此举办了第二届（主题为“绿色、自然、生活”）和第三届中原花木博览会(一年一届)，共接纳国内外游客80多万人次，有近400个花卉企业、机构来参观、洽谈业务，签约金额11.3亿元。